# Resolució 2032 del Consell de Seguretat de les Nacions Unides
La Resolució 2032 del Consell de Seguretat de les Nacions Unides fou adoptada per unanimitat el 22 de desembre de 2011. Després de recordar la resolució 1889 (2009), el Consell va ampliar el mandat de la Força Provisional de Seguretat de les Nacions Unides per a Abyei (UNISFA) durant cinc mesos.
El Consell també va exigir que Sudan i Sudan del Sud que acabessin amb urgència l'establiment de l'Administració i serveis policials d'Abyei, de conformitat amb acords previs, i els va instar a fer ús dels mecanismes que havien estat desenvolupat per resoldre problemes pendents relacionats amb les fronteres i la zona desmilitaritzada.